# Josef Jáchym
Podplukovník Josef Jáchym (29. října 1898 Klášter Hradiště nad Jizerou – 19. března 1943 Věznice Plötzensee) byl československý legionář, důstojník, a odbojář z období druhé světové války popravený nacisty.

## Život
Josef Jáchym se narodil 29. října 1898 v Klášteře Hradiště nad Jizerou v dnešním okrese Mladá Boleslav. Studoval na chemické průmyslové škole. Po vypuknutí první světové války narukoval v květnu 1916 v rámci c. a k. armády na italskou frontu, kde 23. 8. 1917 padl v hodnosti desátníka do zajetí. V prosinci téhož roku se přihlásil do Československých legií, kam byl zařazen 16. dubna 1918. Službu v legiích ukončil v hodnosti nadporučíka a po návratu do Československa pokračoval v armádě. Po německé okupaci v březnu 1939 vstoupil do protinacistického odboje v řadách Obrany národa. Za tuto činnost byl zatčen gestapem, 15. prosince 1942 lidovým soudem odsouzen za přípravu k velezradě k trestu smrti a 19. března 1943 popraven gilotinou ve berlínské věznici Plötzensee.

## Posmrtná ocenění
- Dne 28. 10. 2013 byla Josefu Jáchymovi v rodném Klášteře Hradiště nad Jizerou odhalena pamětní deska